# مارك كاوغي
مارك كاوغي (بالإنجليزية: Mark Caughey)‏ مواليد 27 أغسطس 1960 في بلفاست، هو لاعب كرة قدم إنجليزي دولي سابق كان يلعب كمهاجم. سبق له أن لعب في كأس العالم لكرة القدم مع منتخب بلاده. لعب خلال مسيرته 58 مباراة سجل خلالها 13 هدفاً.

## المسيرة الاحترافية

### أندية لعب لها
- غلينتوران
- نادي لينفيلد
- نادي هيبرنيان
- نادي بيرنلي
- هاميلتون أكاديميكال
- نادي ماذرويل
- أردز
- نادي بانغور

## روابط خارجية
- مارك كاوغي على موقع قاعدة بيانات كرة القدم.إي يو (الإنجليزية)
- مارك كاوغي على موقع ناشيونال فوتبول تيمز (الإنجليزية)
- مارك كاوغي على موقع عالم كرة القدم.نت (الإنجليزية)